# Polyrhachis constructor
Polyrhachis constructor é uma espécie de formiga do gênero Polyrhachis, pertencente à subfamília Formicinae.